# Buscador de Google
El buscador de Google o buscador web de Google (en inglés Google Search) es un motor de búsqueda en la web propiedad de Alphabet Inc. Es el motor de búsqueda más utilizado en la Web y recibe cientos de millones de consultas cada día a través de sus diferentes servicios. El objetivo principal del buscador de Google es buscar texto en las páginas web, en lugar de otro tipo de datos. Fue desarrollado originalmente por Larry Page y Sergey Brin en 1997.
El buscador de Google proporciona al menos 22 características especiales más allá de la palabra original, entre ellas sinónimos, previsiones meteorológicas, zonas horarias, cotizaciones de bolsa, mapas, datos sobre terremotos, cartelera de cine, información de aeropuertos, listas de inicio y resultados deportivos. Hay funciones especiales para los números, incluyendo intervalos (70.. 73), precios, temperaturas, conversiones de unidades y de monedas ("10,5 cm en pulgadas"), cálculos ("3 * 4 + sqrt (6)-pi / 2"), seguimiento de paquetes, patentes, códigos de área telefónico, y traducción de páginas mostradas.
El orden de los resultados de búsqueda (ghits, por Google hits) en las páginas de resultados de Google se basa, en parte, en un rango de prioridad llamado "PageRank". El Buscador de Google proporciona muchas opciones para la búsqueda personalizada, utilizando operaciones booleanas como exclusión ("-xx"), inclusión ("+ xx"), alternativas ("xx O yy") y comodín ( "x * x")
La frecuencia de uso de los términos de búsqueda ha alcanzado un volumen que puede indicar más tendencias económicas, sociales y de salud. Los datos sobre la frecuencia de uso de los términos de búsqueda en Google (disponible a través de Google Adwords, Google Trends y Google Insights for Search) demuestran que hay correlación entre los brotes de gripe y los niveles de desempleo y proporcionan la información más rápidamente que los métodos tradicionales de presentación de informes y encuestas del gobierno.
El 12 de mayo de 2009, Google anunció que analizaría los micro formatos de hCard, hReview y hProduct para incrementar las páginas de resultados de búsqueda con lo que llamaron "Rich snippets".
En junio de 2011, Google introdujo "Google Voice Search" y "Google Images", características que permiten a los usuarios buscar palabras al hablar y por imágenes.
A finales de junio de 2011, Google cambió el diseño de su página principal con el fin de impulsar el uso de herramientas sociales. Los enlaces de publicidad, socios de negocios e información de empresas se llevó al borde inferior del navegador. Uno de los cambios principales fue reemplazar la barra de navegación clásica con una negra. El director creativo digital de Google Chris Wiggins explica: «Estamos trabajando en un proyecto para proporcionarle una experiencia de Google nueva y mejorada y en los próximos meses seguirán viendo más cambios de nuestra apariencia». 
En mayo de 2023, Google introdujo la experiencia generativa de búsqueda. Esta herramienta, potenciada por inteligencia artificial, ofrece a los usuarios resúmenes y respuestas más completas en la parte superior de los resultados de búsqueda. Inicialmente estuvo disponible en inglés en Estados Unidos, aunque posteriormente, en octubre de 2023, Google amplió su disponibilidad a varios países de América Latina.

## Resultado de la búsqueda
El porcentaje exacto del total de las páginas web que Google encuentra no se conoce, ya que es muy difícil de calcular. Google no sólo busca los índices y las cachés de las páginas web, sino que también toma «imágenes» de otros tipos de archivos, incluyendo PDF, documentos de Word, hojas de cálculo Excel, Flash SWF, archivos de texto plano, etc. Excepto en el caso del texto y de archivos SWF, la versión en caché es una conversión de (X)HTML, permitiendo que aquellos sin la aplicación de visualización correspondiente puedan leer el archivo.
Los usuarios pueden personalizar el motor de búsqueda mediante el establecimiento de un idioma por defecto, a través de la tecnología "SafeSearch", filtrando y definiendo el número de resultados que se muestran en cada página. Google ha sido criticado por colocar cookies a largo plazo en las máquinas de los usuarios para almacenar las preferencias de estos, una táctica que también les permite seguir los términos de búsqueda del usuario y retener los datos durante más de un año. Para cualquier consulta, pueden mostrarse hasta los 1000 primeros resultados con un máximo de 100 por página. La posibilidad de especificar el número de resultados está disponible sólo si "Búsqueda instantánea" no está habilitada. Si "Búsqueda instantánea" está activada, sólo se mostrarán 10 resultados, independientemente de cualquier otro ajuste.

### Búsqueda instantánea
Google Instant, una mejora que muestra los resultados sugeridos mientras el usuario escribe, se presentó el 8 de septiembre de 2010. Una de las preocupaciones es que la gente seleccione uno de los resultados sugeridos en vez de terminar su petición y que esa práctica podría causar parcialidad hacia empresas familiares u otros términos de búsqueda. Términos pornográficos y otros términos ofensivos están excluidos de los resultados sugeridos. La función instantánea aparece sólo en el sitio de Google original y las páginas no especializadas de iGoogle. Google espera que las búsquedas de Google Instant sean de 2 a 5 segundos más rápidas y dicen que en conjunto serían 11 000 000 segundos por hora. Los expertos de marketing de motores de búsqueda especulan con que Google Instant tendrá un gran impacto en las localidades.
Junto al lanzamiento de Google Instant, Google deshabilitó la posibilidad de que los usuarios elijan ver más de 10 resultados por página. La búsqueda instantánea puede desactivarse a través de las "preferencias" del menú, pero el estilo de compleción automática de sugerencias de búsqueda ya no se puede desactivar. Un representante de Google dijo: "Está en consonancia con nuestra visión de una experiencia de búsqueda unificada de Google hacer popular las características útiles del motor en lugar de mantener distintas versiones de Google. Como la calidad de "Autocompletar" ha mejorado, nos pareció que era apropiado para todos nuestros usuarios tenerlo siempre activo."

#### Recepción negativa
Muchos usuarios han reportado haber sido incapaces de desactivar la búsqueda instantánea en sus preferencias de Google.

#### Censura
La publicación de 2600: The Hacker Quarterly ha compilado una lista de palabras que están restringidas por Google Instant. Son los términos que la búsqueda instantánea no mostrará. La mayoría de los términos son a menudo vulgares y despectivos en sí, pero también se eliminaron algunas búsquedas aparentemente irrelevantes como "Myleak".

### Búsqueda de productos
Además de su herramienta para la búsqueda de páginas web, Google también ofrece servicios para la búsqueda de imágenes, grupos de noticias, noticias de sitios web, videos, localidades, mapas y artículos para la venta en línea. En 2013, Google indexó más de 60 trillones de páginas web y registró 54 300 consultas por segundo, 400 millones de consultas por día, 1300 millones de imágenes y más de mil millones de mensajes de Usenet. También coloca en caché gran parte del contenido que indexa. Google opera otras herramientas y servicios, como Google News, Google Suggest, Google Product Search, Google Maps, Google Co-op, Google Earth, Google Docs, Picasa, Panoramio, YouTube, Google Translate, Google Blog Search y Google Desktop Search.
También hay productos disponibles en Google que no están directamente relacionados con búsquedas. Gmail, por ejemplo, es una aplicación webmail, pero incluye funciones de búsqueda. Google Browser Sync no ofrece facilidades de búsqueda, aunque tiene como meta organizar su tiempo de navegación.
Google también posee muchos productos que están en beta, como por ejemplo Google Social Search o Google Image Swirl.

### Características especiales
Además de la principal función de motores de búsqueda de texto, el Buscador de Google tiene más de 22 "características especiales" (que se activan al escribir cualquiera de las docenas de palabras de activación) en la búsqueda:
El clima: Las condiciones climáticas, temperatura, viento, humedad y pronóstico, para muchas ciudades, se puede ver escribiendo "clima", junto con una ciudad para las grandes ciudades o ciudad y estado, código postal EE. UU. o de la ciudad y el país de las ciudades más pequeñas (como por ejemplo: clima Lawrence, Kansas, clima de París, clima Bremen, Alemania).
Cotizaciones de la bolsa: Los datos del mercado para una compañía específica o fondo se puede ver, escribiendo el símbolo (o incluir "acciones"), tales como: CSCO; MSFT; las acciones de IBM; acciones F (listas de Ford Motor Co.), o AIVSX (fondo).Los resultados muestran cambios día a día, o un gráfico de 5 años, etc. Esto no funciona para los nombres de archivo que tienen una sola letra como abreviación, como Citigroup (C) o Macy (M) (Ford es una excepción), o palabras comunes, como por ejemplo Diamond Offshore (DO) o Majesco (COOL).
Hora: La hora actual en muchas ciudades (en todo el mundo), pueden ser vistos escribiendo "hora" y el nombre de la ciudad (tales como: hora de El Cairo, hora de Pratt, KS).
Resultados deportivos: Las puntuaciones y los horarios, para los equipos deportivos, se pueden mostrar escribiendo el nombre del equipo o nombre de la liga en el cuadro de búsqueda.
Conversión de unidades: Las medidas pueden ser convertidas mediante la introducción de cada frase, como por ejemplo: 10,5 cm en pulgadas, o 90 km en millas
Conversión de moneda: Un conversor de dinero o moneda puede ser seleccionado, escribiendo los nombres o códigos de moneda (que se enumeran en la norma ISO 4217): 6789 euros en USD, 150 libras esterlinas en dólares, 5000 yenes en dólares, 5000 yuanes en lira (el dólar de EE. UU. puede de USD, o "US$" o "$", mientras que el canadiense es CAD, etc.)
Calculadora: Cálculo de los resultados se puede determinar, según los cálculos en vivo, mediante la introducción de una fórmula de números o palabras, como por ejemplo: 6 * 77 + pi + sqrt(e^3)/888 más 0,45.El usuario tiene la opción de buscar por la fórmula después del cálculo. La calculadora también utiliza la unidad y las funciones de conversión de divisas para permitir cálculos de unidad. Por ejemplo, "(3 euros/litro) / (40 millas/galón) en USD / millas", calcula el costo en dólares por milla para un coche de 40 millas por galón de gasolina que cuesta 3 euros por litro. El acento circunflejo "^" plantea un número a un exponente de potencia. También, los porcentajes son permitidos ("40% de los 300"). Existen ciertos debates en cuanto al cálculo de Google de 0 ^ 0. Muchos matemáticos creen que 0 ^ 0 no está definido, pero la calculadora de Google muestra el resultado como 1.
Rangos numéricos: Un conjunto de números se puede adaptar con un doble de puntos entre los números de serie (70..73 o 90..100) para adaptarse a cualquier número positivo en el rango. Los números negativos son tratados como el uso de la exclusión del guion para no coincidir con el número.
Diccionario de búsqueda: Una definición de una palabra o frase se puede encontrar, mediante la introducción de "definir" seguido de dos puntos y la(s) palabra(s) de búsqueda (por ejemplo, "define: la filosofía")
Mapas: Algunos mapas relacionados se pueden mostrar, simplemente introduciendo el nombre o el código postal de los EE. UU. y la palabra "mapa" (tales como: mapa de Nueva York, mapa de Kansas o mapa de París). Sin embargo, actualmente es imposible encontrar ciudades, calles o direcciones que correspondan a un negocio.
Cartelera de cine: Comentarios u horarios de películas pueden ser listados para cualquier película que esté en el cine, si escribe "películas" o el nombre de una película en el cuadro de búsqueda. Si un sitio específico se guarda en una búsqueda anterior, el resultado de la búsqueda mostrará horarios de los cines cercanos para esa película.
Datos públicos: Tendencias de la población (o las tasas de desempleo) se pueden encontrar para los estados de EE. UU. y los condados, al escribir "población" o "tasa de desempleo", seguido de un nombre de estado o condado.
Bienes raíces y viviendas: los listados de un área determinada se puede mostrar usando las palabras "vivienda", "casa" o "bienes inmuebles" seguido del nombre de una ciudad o código postal de EE. UU.
Datos de viaje / aeropuertos: El estado de los vuelos de llegadas y salidas de vuelos EE. UU. se puede mostrar, simplemente introduciendo el nombre de la aerolínea y el número de vuelo en el cuadro de búsqueda (como por ejemplo: American Airlines 18).Las demoras en un aeropuerto determinado también se puede ver (al escribir el nombre de la ciudad o el código de tres letras del aeropuerto más palabra "aeropuerto").
Seguimiento de paquetes: el correo enviado puede ser rastreado al escribir el número de seguimiento de un correo de Royal Mail, UPS, FedEx o USPS directamente en el cuadro de búsqueda. Los resultados incluirán enlaces para el seguimiento del estado de cada envío.
Números de patente: las patentes estadounidenses pueden ser buscadas mediante la introducción de la palabra "patente", seguido por el número de patente en el cuadro de búsqueda (como por ejemplo: Patente 5123123).
Código de área: La ubicación geográfica (por cualquier código de área telefónico en los Estados Unidos) se pueden mostrar escribiendo un código de área de 3 dígitos (por ejemplo: 650).
Sinónimo de búsqueda: La búsqueda puede coincidir con palabras similares a las especificadas poniendo el signo "~" inmediatamente delante de un término de búsqueda, tales como: ~ comida rápida.
Traductor: Una versión menor del Traductor de Google

Vista creada con IA: Función lanzada inicialmente en Estados Unidos a finales de mayo de 2024, y, posteriormente, durante los primeros meses de 2025, extendida a más de 100 países. Esta función, basada en la IA generativa de Google llamada Gemini, se activa automáticamente en determinadas búsquedas web, creando un resumen generado por IA que sintetiza el contenido de los principales enlaces relacionados con la consulta.

### Búsqueda cifrada
En mayo de 2010 Google lanzó su sistema de cifrado SSL de búsqueda web. La búsqueda cifrada puede accederse por encrypted.google.com

### Introducción de Google Bard
El 6 de febrero de 2023, Sundar Pichai anunció que el motor de búsqueda integraría un chatbot en los resultados de búsqueda.
En palabras del propio Google (a través de un post escrito por su CEO, Sundar Pichai “Pronto, verás funciones basadas en IA en la Búsqueda que destilan información compleja y múltiples perspectivas en formatos fáciles de digerir, para que puedas comprender rápidamente el panorama general y aprender más de la web: ya sea buscando perspectivas adicionales, como blogs de personas que tocan tanto el piano como la guitarra, o profundizando en un tema relacionado, como los pasos para empezar como principiante. Estas nuevas funciones de IA empezarán a utilizarse en la Búsqueda de Google en breve.” 

### Introducción de Google Magi
Google ha anunciado que va a lanzar “Magi”, un motor de búsqueda que funcionará con inteligencia artificial y buscará competir con lo que ofrece el chatbot de Bing. Tras este anuncio, se desconoce el rumbo de Google Bard, una herramienta que parecía que había sido creada con el objetivo de realizar las funciones exactas que Magi promete hacer. Aunque ya lo tenían planificado, parece que han apresurado el anuncio después de ver en riesgo su dominancia. Se dice que Samsung estaba considerando sustituir Google por Bing como motor de búsqueda predeterminado en sus dispositivos. Esto causó pánico en Google según mensajes internos filtrados en The New York times.
Comenzarán ofreciendo su uso a un millón de usuarios, dicen que tendrá la capacidad de ser utilizado por 30 millones para finales de este año y que todo esto solo afecta a Estados Unidos.

## Características

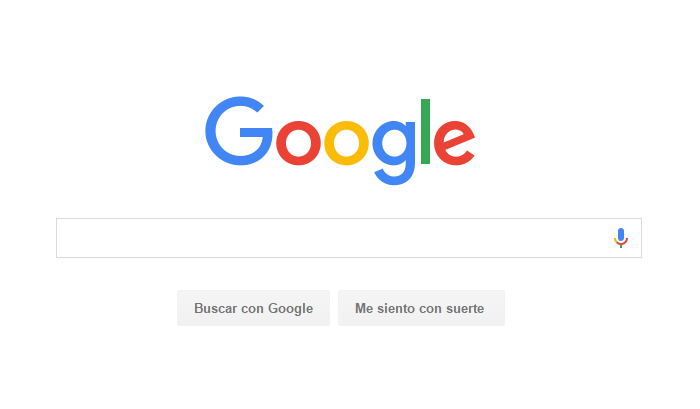
Motor de búsqueda.

El buscador de Google consiste de una serie de sitios web. El más grande de ellos, el sitio google.com, es la página web más visitada del mundo. Algunas de sus características incluyen un enlace que proporciona la definición para la mayoría de las búsquedas incluyendo palabras del diccionario, el número de resultados que obtuvo en su búsqueda, enlaces a otras búsquedas (por ejemplo, palabras que Google cree que son incorrectas, le proporciona al usuario un enlace a los resultados de búsqueda utilizando la ortografía propuesta por Google), y muchas cosas más.

### Google +1
Google +1 ayuda a las personas a descubrir contenido relevante y cuya meta es incrementar los resultados de búsqueda de Google, ofreciendo un estado para mostrarles a las personas si la página es confiable o no. Cuando un usuario de Google utiliza los resultados de búsqueda de Google mostrará un botón +1 para recomendar la página y una anotación con los nombres de las conexiones de los usuarios que han recomendado su página.

### Características de la interfaz
- Fondo blanco y sencillo con cambios de vez en cuando en el título, este cambio ocurre en días con significado histórico o días determinados.
- La barra superior tiene: Web, imágenes, videos, mapas, noticias, compras, gmail, etc.
- Búsqueda por voz, permite una búsqueda más rápida que escribiendo, o si la escritura correcta no se conoce.
- Cuando utilizas tu cuenta de Google, el historial de búsqueda se registra automáticamente.
- La tipografía del buscador de Google, es Arial, una de las tipografías más utilizadas en las páginas web.
- Google Instant, que rápidamente genera búsquedas posibles que contengan los caracteres escritos. Por ejemplo, si escribes Goo, mostraría Google, Google maps, Google Translate...

### Funciones para comunicación
- Facilita la búsqueda de contenido deseado que necesitamos
- Búsquedas de imágenes con ajustes opcionales, tales como tamaño, color, tipo y clasificación.
- Búsquedas de vídeos que se conectan a YouTube. También con ajustes opcionales tales como la duración, tiempo, calidad, además de otras fuentes que se relaciona con el tema que usted está buscando.

### Google bomb
A raíz de su importante posición de liderazgo en el mercado, Google es objetivo principal del así llamado spam contra buscadores. En este sentido se intenta posicionar la mayor cantidad posible de palabras de búsqueda entre los primeros resultados. Estas palabras claves muchas veces no tienen ninguna relación con el contenido real de las páginas. Se utilizan técnicas como Páginas-Doorway, Farm-Links o Page-Cloacking.
Esta posibilidad se comprobó por vez primera a la luz de la opinión pública en relación con una Bomba-Google, que estaba orientada al presidente de los Estados Unidos George W. Bush. La palabra de búsqueda "miserable failure" (en castellano: "fracaso miserable") fue enlazada por los adversarios de Bush a la página oficial con la biografía de Bush en la Casa Blanca.
Como contrapartida intentaron los partidarios de Bush hacer lo mismo contra Michael Moore (director del documental Fahrenheit 9/11). Desde ese momento los primeros puestos varían frecuentemente entre ambos.
Las manipulaciones que tienen como objetivo mejorar el ranking de websites especialmente en Google, son consideradas desde ese momento Google-Spamming. Para evitar el abuso, Google cambia su algoritmo con frecuencia.

### Logotipo (Doodle)
En ciertas ocasiones, el logotipo en la página web de Google va a cambiar a una versión especial, conocido como "Google Doodle". Al hacer clic en Doodle, llevará al usuario a una cadena de resultados de búsqueda de Google sobre el tema. El primero fue una referencia al Festival Burning Man en 1998 y otros han sido producidos para el cumpleaños de personas notables como Albert Einstein, los acontecimientos históricos como el 50 aniversario del bloque de Lego, días festivos como el Día de San Valentín o eventos del país donde se realice la búsqueda.

### Consumo de energía
Google afirma que cada consulta requiere de alrededor de 1 kJ o 0,0003 kW h.

## Optimización de Google
Puesto que Google es el buscador más popular, muchos webmasters desean influenciar la clasificación de su sitio web en Google. Una industria de consultores ha surgido para ayudar a los sitios web a aumentar su ranking en Google y en otros motores de búsqueda. Este campo, llamado optimización de motores de búsqueda (SEO en inglés), trata de discernir patrones en los listados de motores de búsqueda y luego desarrollar una metodología para mejorar la clasificación y atraer a más usuarios a los sitios de sus clientes.
La optimización de motores de búsqueda abarca tanto factores en la página (como el cuerpo del texto, los elementos del título, los elementos del título y la imagen de los valores del atributo alt) como factores de optimización fuera de la página (como texto de anclaje y el PageRank). La idea general es afectar el algoritmo de relevancia de Google mediante la incorporación de las palabras claves en la página, en particular el título y el cuerpo del texto (nota: mientras más arriba esté en la página, mayor son las posibilidades de la prominencia de palabras clave y por lo tanto, su clasificación). Sin embargo, demasiadas repeticiones de la palabra clave causan que la página para buscar luzca sospechosa para el algoritmo de control Google que evita spam.
Google ha publicado una guía para propietarios de sitios web que deseen mejorar su clasificación en el uso de consultores legítimos de optimización.

## Sistema distribuido
Un sistema distribuido es un conjunto de computadoras separadas físicamente y conectadas entre sí por una red de comunicaciones distribuida. Google es uno de los sistemas distribuidos más complejos en uso. Su infraestructura ha satisfecho requisitos necesarios como: escalabilidad, rendimiento, fiabilidad y carácter abierto.
- Escalabilidad: Google necesita perfeccionar la escalabilidad ya que es un sistema distribuido con varios subsistemas, dando servicio a millones de usuarios. Se encuentra con problemas de escalabilidad en las siguientes dimensiones:
  - Tiene que ir lidiando cada vez con más datos.
  - Lidiar con más peticiones con el crecimiento de usuarios.
  - Busca mejores resultados.
- Fiabilidad: el sistema debe funcionar en todo momento, sobre todo la funcionalidad de búsqueda que debe estar disponible las 24 horas. Google ofrece un acuerdo de nivel de servicios del 99,9%.
- Rendimiento: el rendimiento general del sistema es crítico para Google, especialmente para conseguir una latencia baja en las interacciones de usuarios. Cuanto mejor sea el rendimiento, hay más probabilidades de que el usuario vuelva a hacer más búsquedas.
- Transparencia: hay una gran necesidad de transparencia para soportar el desarrollo de nuevas aplicaciones y la extensibilidad del servicio web.

### Aspectos del motor de búsqueda

#### Rastreo (crawling)
La tarea de un crawler es localizar y obtener los contenidos de la Web y pasar el contenido a subsistemas de indexado. Para ello se utiliza el software Googlebot que, recursivamente, lee una página web dada obteniendo los enlaces y planificando nuevas operaciones de rastreo. La frecuencia de las visitas depende de cuánto cambia la página.
- Google Caffeine: En agosto de 2009, Google anunció el lanzamiento de una arquitectura de búsqueda nueva, con nombre código "cafeína". La nueva arquitectura fue diseñada para obtener resultados más rápido y funcionar mejor con la información actualizada continuamente de servicios como Facebook y Twitter. Los desarrolladores de Google señalaron que la mayoría de los usuarios no notarían un cambio inmediato, pero invitaron desarrolladores a probar su nuevo motor de búsqueda de manera aislada para proteger el programa. Las diferencias notadas por su impacto en la optimización del motor de búsqueda incluye más ponderación de palabras claves y toma en consideración los años que tiene el dominio. Esta medida fue interpretada por algunos como una respuesta al lanzamiento al mercado de una versión mejorada de un servicio de búsqueda de Microsoft, renombrado a Bing. Google anunció la culminación de "cafeína" el 8 de junio de 2010, declarando que tenían resultados 50% más recientes debido a la continua actualización de su índice. Con "cafeína", Google cambió su plataforma de indexación back-end de MapReduce a BigTable."Cafeína" también se basa en Coloso, o GFS2, una reforma del sistema de distribución de archivos EFP.

Con la introducción de Caffeine en 2010, Google pasa a una aproximación más continua con la intención de ofrecer más frescura en términos de resultados de búsqueda. Caffeine utiliza un nuevo servicio de infraestructura llamada Percolator que admite actualización incremental de grandes conjuntos de datos.
- Google Hummingbird: En septiembre de 2013 Google lanza Google Hummingbird o Google Colibrí,[37] nuevo algoritmo que viene a sustituir a Google Caffeine y cuyas principales novedades estriban en la posibilidad de responder a preguntas en lugar de interpretarse cada una de las palabras por separado.[38] Para Google ello supone un avance más hacia el buscador inteligente. Google Colibrí no incidiría de una manera directa en penalizaciones, sino que supondría un avance en el desarrollo independientemente de cómo otras modificaciones como Google Panda o Google Penguin sí han introducido elementos de lucha contra el spam.[39]

#### Indexación
Produce un índice de contenidos similar al de un libro. Técnicamente se denomina indexado inverso de palabras que aparecen en páginas web y otros recursos textuales como documentos en.pdf,.doc y otros formatos. No solo guarda la posición, también almacena otra información relevante como el tamaño de fuente y capitalización. Utilizando este índice, se reduce el número de páginas candidatas de miles de millones a unas decenas de miles, según el poder discriminativo de las palabras buscadas.
La indexación también mantiene un índice de enlaces, llevando un seguimiento de qué páginas apuntan a una página web.
- Datos no indexables: A pesar de su índice inmenso, también existe una considerable cantidad de información disponible en bases de datos en línea que se puede acceder por medio de consultas, pero no por enlaces. Esta "Internet profunda" o "Internet invisible" está mínimamente cubierta por Google y otros motores de búsqueda.[40] La Internet profunda contiene catálogos de bibliotecas, documentos oficiales legislativos de los gobiernos, guías telefónicas y otros contenidos que son dinámicamente preparados para responder a una consulta.

#### Clasificación (ranquin)
El problema con el indexado es que no proporciona información sobre la importancia relativa de las páginas web que contienen un conjunto de palabras clave. Todos los motores de búsqueda modernos tienen una clasificación que indica la importancia de la página y asegura que las más importantes aparecen en los primeros puestos de la lista de resultados.
Google utiliza el algoritmo PageRank para decidir la importancia de la página web. Está basado en los sistemas de ranquin de las publicaciones científicas, un artículo es importante si ha sido citado por otros colegas del área. El ranquin en Google también tiene en cuenta factores relacionados con la proximidad de la búsqueda a las palabras clave de la página obtenidas en el indexado inverso.
PageRank: La llegada de Google al éxito fue en gran parte debido a un algoritmo patentado llamado PageRank que ayuda a clasificar las páginas web que coincidan con una cadena de búsqueda. Cuando Google era un proyecto de investigación de Stanford, fue apodado BackRub, porque la tecnología comprueba los vínculos para determinar la importancia de un sitio.
Los anteriores métodos basados en palabras claves utilizados por muchos motores de búsqueda que fueron una vez más popular que Google, clasificaban las páginas por la frecuencia con que los términos de búsqueda ocurrían en la página o qué tan frecuentemente fueron asociados los términos de búsqueda en cada página de resultados.
El algoritmo de PageRank analiza los enlaces generados por el usuario asumiendo que las páginas web enlazadas desde muchas páginas importantes tienen probablemente la misma importancia. El algoritmo calcula una puntuación recursiva de páginas, basado en la suma ponderada del PageRank de las páginas con enlaces a ellos. Se cree que PageRank se correlaciona bien con los conceptos de importancia para las personas.
Además de PageRank, Google ha añadido muchos otros criterios no mencionados para determinar la clasificación de las páginas de las listas de resultados, se reportó que hay más de 200 indicadores diferentes. Los detalles específicos de los cuales se mantienen en secreto para permitirle a Google mantener una ventaja sobre sus competidores a nivel mundial.

### Arquitectura física adoptada por Google
La filosofía de Google en términos de infraestructura física es el uso de un gran número de PCs como base para producir un entorno para computación y almacenamiento distribuido. Típicamente un PC tendrá 2 TB de disco, 16 GB de DRAM y utiliza una versión reducida del kernel de Linux.
Estrategias contra fallo: al utilizar PCs de bajo coste, Google reconoce que partes de su infraestructura fallan, y por tanto se han diseñado unas estrategias para tolerar dichos fallos.
- El origen de fallos más común es debido a software, con unas 20 máquinas que necesitan ser reiniciadas al día manualmente por problemas de software.
- Los problemas de hardware representan 1/10 de los fallos. El 95% son fallos de disco o de DRAM.

Esta información confirma la decisión de utilizar PCs de bajo coste dado el gran número de fallos debidos al software. No merece la pena invertir en PCs más caros.
Arquitectura física: está compuesta por los siguientes componentes
- Los PCs están organizados en racks de entre 40 y 80 equipos. Cada rack tiene un interruptor de Ethernet que provee conexión en el rack y hacia el exterior.
- Los racks están organizados en clusters formados por 30 racks o más. Un clúster es una unidad básica de gestión que tiene determinado, por ejemplo, la localización y replicación de servicios. Cada rack está conectado a dos switches de banda ancha para que haya redundancia.
- Los clusters se encuentran en centros de datos de Google que están repartidos por el mundo. En el 2000 Google tenía dos centros de datos en Silicon Valley y uno en Virgina. Desde entonces el número ha aumentado significantemente y hay centros de datos en Estados Unidos, Irlanda, Bélgica, Japón, China, etc.

Capacidad de almacenamiento: si cada PC ofrece 2 TB de almacenamiento, entonces un rack de 80 PCs ofrece 160 TB, con un clúster de 30 racks se ofrecen 4,8 petabytes. No se conoce exactamente el número de máquinas que tiene la compañía pero podemos asumir que cuentan con unos 200 clusters, que ofrecen 960 petabytes de almacenamiento, casi 1 exabyte (10^18 bytes).

### Middleware
El sistema está compuesto por un grupo de servicios distribuidos que ofrecen funcionalidad a los desarrolladores. Están divididos en las siguientes categorías:
Paradigmas de comunicación, que incluyen servicios para comunicaciones tanto remotas como multicast.
- Protocol buffers: ofrecen un formato de serialización común.
- Publish-subscribe: servicio para la diseminación de eventos.

Datos y coordinación, proporciona almacenamiento y acceso coordinado a datos.
- GFS: ofrece un sistema de ficheros optimizado para las necesidades de Google, incluyendo el almacenamiento de ficheros de gran tamaño.
- Chubby: soporta la coordinación de servicios y el almacenamiento de volúmenes pequeños de datos.
- Bigtable: base de datos distribuida construida sobre GFS/Chubby.

Computación distribuida, proporciona servicios para el uso de computación paralela y distribuida sobre la arquitectura física.
- MapReduce: soporta computación distribuida sobre conjuntos de datos grandes.
- Sawzall: es un lenguaje de alto nivel para la ejecución de computaciones distribuidas.[45]

## Mensajes de error
Algunas búsquedas dará el error "403 Forbidden error" con el texto

"Lo sentimos...... pero tu consulta se parece a las solicitudes automatizadas de un virus informático o aplicación de spyware. Para proteger a nuestros usuarios, no podemos procesar su solicitud por los momentos. Vamos a restaurar su acceso tan pronto como sea posible, inténtelo de nuevo en unos minutos. Mientras tanto, si usted sospecha que su computadora o red ha sido infectada, es posible que desee ejecutar un antivirus o eliminador de spyware para asegurarse de que sus sistemas estén libres de virus y otras aplicaciones malignas. Pedimos disculpas por las molestias, y esperamos su pronto regreso a nuestra plataforma de Google."
A veces, seguido de un sistema CAPTCHA.
La pantalla fue reportada por primera vez en 2005 y fue una respuesta a la fuerte utilización de Google por empresas de optimización de búsquedas para verificar el rango de los sitios que optimiza. El mensaje es provocado por un gran volumen de solicitudes a partir de una única dirección IP. Google al parecer utiliza cookies como parte de su protocolo para determinar si rechaza el servicio o no.
En junio de 2009, después de la muerte de la superestrella del pop Michael Jackson, apareció este mensaje a muchos usuarios de internet que estaba buscando en Google las noticias relacionadas con el cantante y fue asumido por Google que fue un ataque DDoS, aunque muchas preguntas fueron presentadas por buscadores legítimos.

### Error de software en enero de 2009
Google etiqueta resultados de búsqueda con el mensaje "Este sitio puede dañar tu equipo" si el sitio es conocido por instalar software malicioso. Google hace esto para proteger a los usuarios que visiten este tipo de sitios web. Por aproximadamente 40 minutos el 31 de enero de 2009, todos los resultados de búsquedas fueron clasificados erróneamente como malware y por lo tanto, no se podía hacer clic en él. En su lugar, aparecía un mensaje de aviso al usuario y era requerido que el usuario introdujera la dirección URL solicitada de forma manual. Este problema fue causado por un error humano. La dirección URL de "/" (que se expande a todas las URLs) fue agregado por error en el fichero de patrones de malware.

## Internacional
El buscador de Google está disponible en muchos idiomas y ha sido modificado, por completo o en parte, para muchos idiomas.
| - Afrikáans - Akan - Albanés - Amárico - Árabe - Armenio - Azerí - Euskera - Bielorruso - Bemba - Bengalí - Bihari - Bosnio - Bretón - Búlgaro - Camboya (jemer) - Catalán - Cherokee - Chichewa - Chino (simplificado) - Chino (tradicional) - Corsa - Croata | - Checo - Danés - Holandés - Inglés (Británico) - Inglés (Norteamericano) - Esperanto - Idioma estonio - Idioma español - Feroés - Filipino - Finés - Francés - Frisón occidental - Gallego - Georgiano - Alemán - Griego - Guaraní - Gujarati - Hausa - Criollo haitiano - Hawái - Hebreo | - Hindi - Húngaro - Islandés - Igbo - Indonesio - Interlingua - Irlandés - Italiano - Japonés - Java - Canarés - Kazajo - Kiñaruanda - Kirundi - Coreano - Kurdos - Kirguis - Laos - América - Letón - Lingala - Lituano | - Luganda - Luo - Macedonio - Madagascar - Malasia - Malayalam - Maltés - Maorí - Marathi - Mauricio Creole - Moldavia (Rumano) - Mongol - Montenegrino - Nepalés - Noruego - Occitano - Oriya - Oromo - Pastún - Persa - Polaco | - Portugués (Brasil) - Portugués (Portugal) - Punjabi - Quechua - Rumano - Romanche - Runyakitara - Ruso - Gaélico escocés - Serbio - Serbo-croata - Sesotho - Setswana - Shona - Sindhi - Cingaleses - Eslovaco - Esloveno - Somalí - Español - Sundanese - Suajili | - Sueco - Tayiko - Tamil - Tártaro - Telugu - Tailandés - Tigriña - Tonga - Tshiluba - Turco - Turkmeno - Uigur - Ucraniano - Urdu - Uzbeko - Vietnamita - Gales - Xhosa - Yiddish - Yoruba - Zulú |

La interfaz también ha sido puesta a disposición en varios idiomas con fines humorísticos:
- Bork, bork, bork!
- Elmer Gruñón
- Leetspeak
- Klingon
- Pig Latin
- Pirata

Además de la URL Google.com principal, Google Inc. posee 160 nombres de dominio para cada uno de los países/regiones para las que se ha modificado.

## Pagos para ser el buscador por defecto
Alphabet, la empresa que posee el buscador Google, paga a otras empresas cantidades variables de dinero para que Google sea el buscador por defecto en navegadores y sistemas operativos. Las cantidades precisas se mantienen en secreto pero gracias a un juicio en Estados Unidos se ha sabido que en 2021 Alphabet pagó un total de 26 300 millones por este concepto.En 2014 la cantidad había sido de 7100 millones.
En 2021 el mayor beneficiario fue Apple, que cobró alrededor de 18 000 millones de dólares por privilegiar a Google en su navegador Safari.El contrato entre las dos empresas obliga a Alphabet a pagarle a Apple un 36% de los ingresos generados por las búsquedas realizadas a través de Safari.